# 明愛慈善園遊會
明愛慈善園遊會（葡萄牙語：Bazar de Caridade da Caritas de Macau）由澳門明愛負責舉辦每年11月初週未及週日兩日的慈善園遊會，活動前期稱教區慈善園遊會，到1988年改稱明愛慈善園遊會到至今。園遊會主要以攤位形式進行，有遊戲攤位、美食攤位、兒童遊戲區，現場亦有慈善義賣及豐富精彩的舞台表演。

## 歷史

### 第一屆至第十二屆：慈善園遊會
在1969年，第一届園遊會初時由全澳天主敎會學校與澳門堂區聯合舉辦，早期地點會在聖羅撒女子中學校內，後期在南灣利宵中學球塲內。園遊會所籌得之欵項，全部撥作澳門敎區轄下的慈善機構，為慈善機構急需一筆頗大資金作為年度的經費。園遊會內設置之遊戲攤位，會交由天主教學校分別負責。

### 第十三屆至第十八屆：敎區慈善園遊會
1982年第十三届開始由崗頂「明愛社會服務」主辦的敎區慈善園遊會，地點同樣集中在南灣利宵中學舉行，直到1987年改到南灣工人球塲。

### 第十九屆至今：明愛慈善園遊會
由1988年第十九届開始使用明愛慈善園遊會至今，地點除了第二十屆同第二十一屆在望厦鮑思高球場舉行，直到回歸前都仍在工人球塲舉行，但在臨近1999年回歸前的三十週年才改在沙格斯大馬路（即近葡京對面的炮竹燃放區）舉行。在回歸後，2000年由於工人球場已遷往關閘後，舉辦地點又間斷地更換，2000年在外港新填海區舉行、2001年至2005年在澳門文化中心鄰近的空地舉行、2006年第三十七屆園遊會在歷史上首次在氹仔海洋世界填海區舉行，直到2007年開始固定在南灣湖水上活動中心舉辦到現在。
2006年第三十七屆園遊會是舉辦30多屆以來首次在氹仔舉行，由於地點較遠，為了吸引更多人參加，今屆園遊會加入更多新的元素，以加強活動的新鮮感。為配合慈善園遊會舉行，方便居民、旅客使用巴士服務前往氹仔史伯泰海軍將軍馬路園遊會場地，澳巴與新福利共同開辦園遊會接駁專線，提供來往羅保博士街澳門廣場側與氹仔園遊會之間的巴士服務。
第四十屆慈善園遊會原定在周五至周日在南灣湖水上活動中心舉行，但受強烈東北季候風影響，園遊會內所有攤位帳幕昨日均被強風吹倒損毀。明愛總幹事潘志明表示，事後已即時安排義工到現場清理。清理完畢後，即著手搭建竹棚代替被吹毀的攤位帳幕。他指出今次風災造成的損失約六萬元。由於時間緊迫，原定周五舉行的2009南灣湖畔勁Band音樂會將順延至下周一舉行，周六及周日的慈善園遊會活動及開幕式則如期舉行。最後潘志明在開幕前一日表示，現時工作進度理想，應可趕在週五音樂會前完成所有佈置，相信一連三日的慈善籌款活動可如期舉行。
為進一步推動合資格的澳門居民依法作選民登記，行政暨公職局首次在第四十一屆慈善園遊會的會場內設立選民登記站，為參與活動的合資格人士即場辦理選民登記，以及為有需要的已登記選民更新資料。同場還設有有關選民登記的攤位遊戲，即場辦理登記手續或參與遊戲的居民皆可獲贈精美記念品。
第四十九屆慈善園遊會，由於明愛獲熱心人士捐贈一幅在中區的600平方米土地，計劃開設安老院舍。是今屆園遊會籌得善款將作為籌建安老院的起動金。
為配合特區政府的防疫指引，第五十一屆明愛慈善園遊會採取一系列防疫措施，如進場者須戴口罩、進場前須出示有效的健康碼和測量體溫，場內也會設置體溫異常隔離區、提供酒精消毒液等，確保參加者在做足防疫措施下共襄善舉。場內共設有85個攤位，除設有傳統活動和大抽獎外，還增設給自己的回憶時光郵政活動。居民可在明愛圖書館攤位購買由其服務使用者製作的手工卡片，寫上對未來自己的期許，寄件者可於一年後收到自己的信件。同時，因應防疫今年的飲食攤位減少，場內的進餐區域亦縮減，參加者須在配合大會的防疫指引下進餐。
第五十三屆明愛慈善園遊會昨起一連兩天在南灣湖水上活動中心舉行，今屆園遊會攤位數量微減，不設美食區域，亦設人流限制。園遊會設有七十多個攤位，分別來自政府部門、社會團體、學校、學生會、義工隊、企業及明愛轄下服務單位，現場設賣旗籌款、遊戲及兒童遊戲區等。大會邀請了多個機構、團體參與舞台節目表演，吸引大批居民與子女冒雨參加，參與人士必須完成於11月4及4日第二輪全民核酸檢測並出示陰性證明方可進入會場，場內活動者必須全程佩戴口罩。

## 歷年活動時間
| 屆數           | 舉辦日期                       | 地點                       | 主題                           | 備注                                                       |            |            |            |
| 慈善園遊會     | 慈善園遊會                     | 慈善園遊會                 | 慈善園遊會                     | 慈善園遊會                                                 | 慈善園遊會 | 慈善園遊會 | 慈善園遊會 |
| -------------- | ------------------------------ | -------------------------- | ------------------------------ | ---------------------------------------------------------- | ---------- | ---------- | ---------- |
| 第一屆         | 1970年11月日至日               |                            |                                |                                                            |            |            |            |
| 第二屆         | 1971年11月日至日               |                            |                                |                                                            |            |            |            |
| 第三屆         | 1972年11月日至日               |                            |                                |                                                            |            |            |            |
| 第四屆         | 1973年11月日至日               |                            |                                |                                                            |            |            |            |
| 第五屆         | 1974年11月日至日               |                            |                                |                                                            |            |            |            |
| 第六屆         | 1975年11月日至日               |                            |                                |                                                            |            |            |            |
| 第七屆         | 1976年11月日至日               |                            |                                |                                                            |            |            |            |
| 第八屆         | 1977年11月日至日               |                            |                                |                                                            |            |            |            |
| 第九屆         | 1978年11月日至日               |                            |                                |                                                            |            |            |            |
| 第十屆         | 1979年11月日至日               |                            |                                |                                                            |            |            |            |
| 第十一屆       | 1980年11月日至日               |                            |                                |                                                            |            |            |            |
| 第十二屆       | 1981年11月日至日               |                            |                                |                                                            |            |            |            |
| 敎區慈善園遊會 |                                |                            |                                |                                                            |            |            |            |
| 第十三屆       | 1982年11月6日至7日             | 南灣利宵中學球塲           |                                |                                                            |            |            |            |
| 第十四屆       | 1983年11月5日至6日             | 南灣利宵中學球塲           |                                |                                                            |            |            |            |
| 第十五屆       | 1984年11月3日至4日             | 南灣利宵中學球塲           |                                |                                                            |            |            |            |
| 第十六屆       | 1985年11月2日至3日             | 南灣利宵中學球塲           |                                |                                                            |            |            |            |
| 第十七屆       | 1986年11月8日至9日             | 南灣利宵中學球塲           |                                |                                                            |            |            |            |
| 第十八屆       | 1987年11月7日至8日             | 南灣工人球塲               |                                |                                                            |            |            |            |
| 明愛慈善園遊會 |                                |                            |                                |                                                            |            |            |            |
| 第十九屆       | 1988年11月5日至6日             | 南灣工人球塲               |                                |                                                            |            |            |            |
| 第二十屆       | 1989年11月4日至5日             | 鮑思高球塲                 |                                |                                                            |            |            |            |
| 第二十一屆     | 1990年11月3日至4日             | 鮑思高球塲                 |                                |                                                            |            |            |            |
| 第二十二屆     | 1991年11月2日至3日             | 南灣工人球塲               |                                |                                                            |            |            |            |
| 第二十三屆     | 1992年11月7日至8日             | 南灣工人球塲               |                                |                                                            |            |            |            |
| 第二十四屆     | 1993年11月6日至7日             | 南灣工人球塲               |                                |                                                            |            |            |            |
| 第二十五屆     | 1994年11月5日至6日             | 南灣工人球塲               |                                |                                                            |            |            |            |
| 第二十六屆     | 1995年11月4日至5日             | 南灣工人球塲               |                                |                                                            |            |            |            |
| 第二十七屆     | 1996年11月2日至3日             | 南灣工人球塲               |                                |                                                            |            |            |            |
| 第二十八屆     | 1997年11月1日至2日             | 南灣工人球塲               | 培育關懷新一代，締造美好的將來 |                                                            |            |            |            |
| 第二十九屆     | 1998年11月7日至8日             | 南灣工人球塲               |                                |                                                            |            |            |            |
| 第三十屆       | 1999年11月6日至7日             | 沙格斯大馬路               | 園遊三十新紀元，施中尋樂玩不完 |                                                            |            |            |            |
| 第三十一屆     | 2000年11月4日至5日             | 外港新填海區二十三地段A1/E | 伴你跨越千禧世代               |                                                            |            |            |            |
| 第三十二屆     | 2001年11月3日至4日             | 外港新填海區二十三地段A1/E | 邁向五十載，齊創新世代         |                                                            |            |            |            |
| 第三十三屆     | 2002年11月2日至3日             | 外港新填海區二十三地段A1/E | 明亮生命、愛心行事             |                                                            |            |            |            |
| 第三十四屆     | 2003年11月1日至2日             | 外港新填海區二十三地段A1/E | 社區互助齊成長                 |                                                            |            |            |            |
| 第三十五屆     | 2004年11月6日至7日             | 外港新填海區二十三地段A1/E | 愛、關懷、參與                 |                                                            |            |            |            |
| 第三十六屆     | 2005年11月12日至13日           | 外港新填海區二十三地段A1/E | 活出豐富的生命                 |                                                            |            |            |            |
| 第三十七屆     | 2006年11月4日至5日             | 氹仔海洋世界填海區         | 齊喜樂·共分享                  |                                                            |            |            |            |
| 第三十八屆     | 2007年11月3日至4日、10日至11日 | 南灣湖水上活動中心         | 齊施惠，樂分享                 |                                                            |            |            |            |
| 第三十九屆     | 2008年11月1日至2日             | 南灣湖水上活動中心         | 齊參與、共分享、愛明天         |                                                            |            |            |            |
| 第四十屆       | 2009年11月6日至8日             | 南灣湖水上活動中心         | 關懷互勉、愛心共獻             |                                                            |            |            |            |
| 第四十一屆     | 2010年11月5日至7日             | 南灣湖水上活動中心         | 播種耕耘，惠澤社群             |                                                            |            |            |            |
| 第四十二屆     | 2011年11月5日至6日             | 南灣湖水上活動中心         | 播種仁愛植根澳門               |                                                            |            |            |            |
| 第四十三屆     | 2012年11月3日至4日             | 南灣湖水上活動中心         | 賢朋共聚、展愛育群             |                                                            |            |            |            |
| 第四十四屆     | 2013年11月2日至3日             | 南灣湖水上活動中心         | 明德至善，愛繫共傳             |                                                            |            |            |            |
| 第四十五屆     | 2014年11月1日至2日             | 南灣湖水上活動中心         | 心懷謙善，愛澤千里             |                                                            |            |            |            |
| 第四十六屆     | 2015年11月日至日               | 南灣湖水上活動中心         | 修德濟世，始汝近鄰             |                                                            |            |            |            |
| 第四十七屆     | 2016年11月5日至6日             | 南灣湖水上活動中心         | 匯德育靈，聚志豐生             | 今屆首發慈善獎券紀念版                                     |            |            |            |
| 第四十八屆     | 2017年11月4日至5日             | 南灣湖水上活動中心         | 涵道修善 晉理納德              |                                                            |            |            |            |
| 第四十九屆     | 2018年11月3日至4日             | 南灣湖水上活動中心         | 匯意顯慈，懿善序愛             |                                                            |            |            |            |
| 第五十屆       | 2019年11月2日至3日             | 南灣湖水上活動中心         | 明德阜民，為善揚愛             |                                                            |            |            |            |
| 第五十一屆     | 2020年11月7日至8日             | 南灣湖水上活動中心         | 動感曙光，愛火熔融             | 今屆活動開始採取一系列防疫措施                             |            |            |            |
| 第五十二屆     | 2021年11月6日至7日             | 南灣湖水上活動中心         | 善德行樂，愛心滿盈             |                                                            |            |            |            |
| 第五十三屆     | 2022年11月5日至6日             | 南灣湖水上活動中心         | 愛心互勉，善德同行             | 為配合政府進行第二輪全民核酸檢測，活動場地則設有核酸檢測站 |            |            |            |
| 第五十四屆     | 2023年11月4日至5日             | 南灣湖水上活動中心         | 積善同行，納德共享             |                                                            |            |            |            |
| 第五十五屆     | 2024年11月2日至3日             | 南灣湖水上活動中心         | 欣悅毗鄰，福慧致遠             |                                                            |            |            |            |

## 外部連結
- 澳門明愛官方網站 （页面存档备份，存于）